# Hydrophyllum canadense
Hydrophyllum canadense är en strävbladig växtart som beskrevs av Carl von Linné. Hydrophyllum canadense ingår i släktet indiankålssläktet, och familjen strävbladiga växter. Inga underarter finns listade i Catalogue of Life.

## Bildgalleri

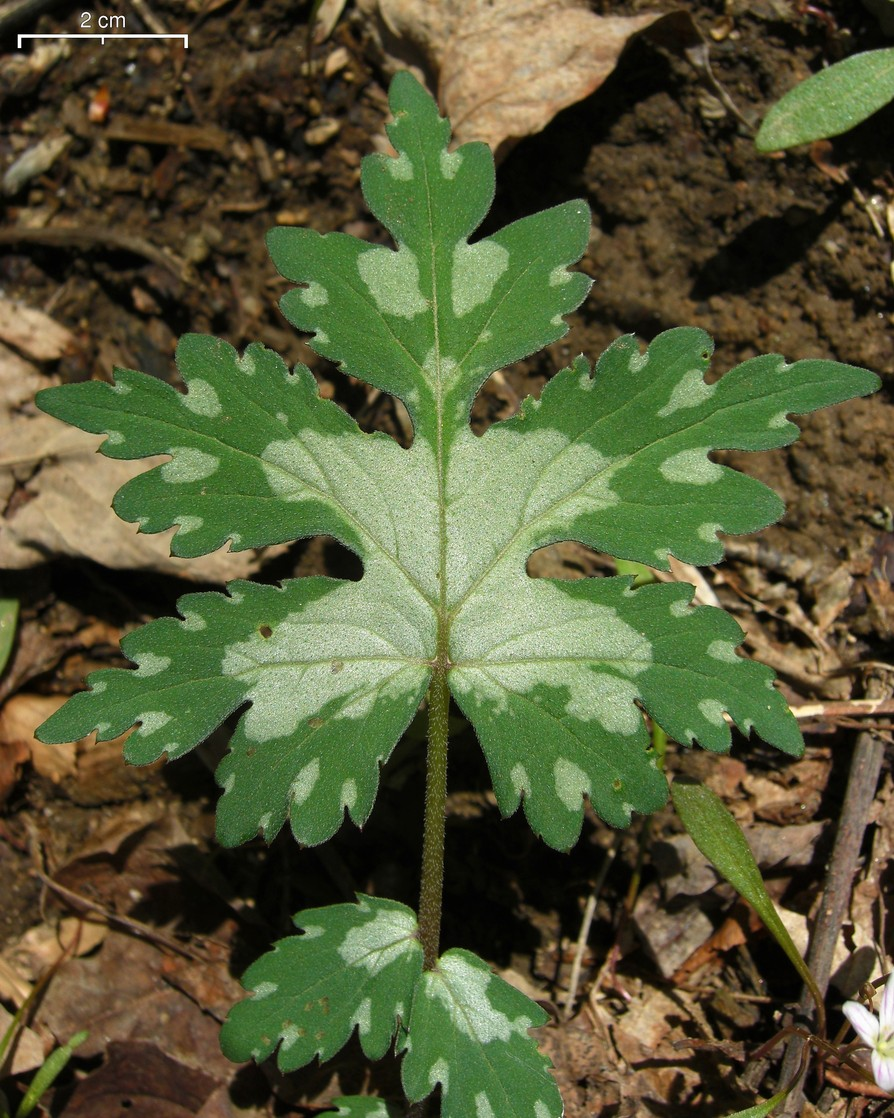
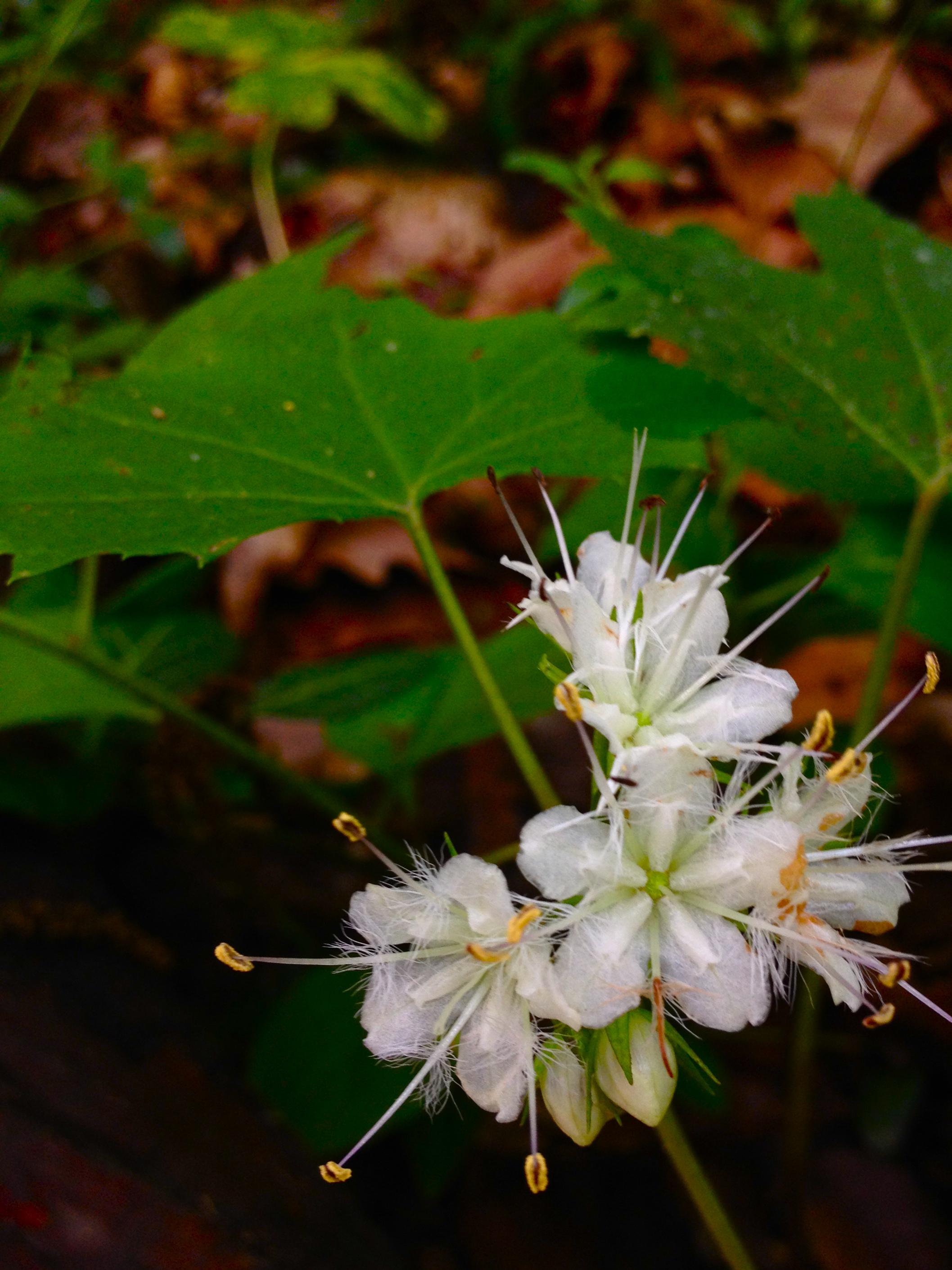